# 22505 Lewit
22505 Lewit è un asteroide della fascia principale. Scoperto nel 1997, presenta un'orbita caratterizzata da un semiasse maggiore pari a 2,3380404 UA e da un'eccentricità di 0,0430004, inclinata di 4,23482° rispetto all'eclittica.